# Gêmeas Tolmatchovy
Anastasiya e Maria Tolmatchevy (em russo, Анастасия и Мария Толмачёвы), nascidas em Kursk, em 14 de janeiro de 1997, conhecidas como Masha y Nastia, são duas gêmeas russas que formam uma dupla de cantoras mirins conhecida como As Gêmeas Tolmatchevy (em russo, Сёстры Толмачёвы, Siostrî Tolmatchevy).

## Biografia
Em 2006, com 9 anos de idade, Nástia (Anastasiya) e Masha (Maria) venceram o concurso Eurovisão Junior, realizado em Bucareste, com a canção Vessenniy Jazz (em russo, Весенний Джаз, ou "Jazz da Primavera").
A música foi selecionada entre 200 concorrentes e bandas de toda a Rússia na etapa de seleção nacional.. Na final, em 4 de junho daquele ano, elas foram escolhidas entre 20 participantes para representar o país no festival europeu. Elas receberam 154 pontos, deixando a Bielorrússia em segundo lugar com 129.
A Rússia tinha decidido que o seu processo de seleção era Kto que ia selecionar o seu representante dia 31 de Dezembro de 2013 , mas cancelaram pelos baixos interesses dos participantes.
As gêmeas Tolmachevy participaram no Festival Eurovisão da Canção Júnior 2006 e ganharam com um total de 154 pontos.
No Festival Eurovisão da Canção de 2014, representaram a Rússia com uma canção chamada "Shine".

## Carreira
Começaram a sua carreira no Festival Eurovisão da Canção Júnior 2006 e lançaram um álbum em 2007 chamado Polovinki e também foram convidadas no ato de abertura no Festival Eurovisão da Canção 2009 no dia 12 de Maio  de 2009 em Moscovo (capital da Rússia).